# آنجیابه آمبونی
آنجیابه آمبونی (به لاتین: Anjiabe Ambony) یک منطقهٔ مسکونی در ماداگاسکار است که در آمبیلوب واقع شده‌است. آنجیابه آمبونی ۵٬۲۸۵ نفر جمعیت دارد و ۱۰ متر بالاتر از سطح دریا واقع شده‌است.